# Georg von Wurmb
Ludwig Georg von Wurmb (* 11. Oktober 1834 in Dresden; gest. 1. November 1909 ebenda) war ein sächsischer Generalmajor.

## Leben

### Herkunft
Georg entstammte der Wolkramshäuser Linie des alten thüringisch-sächsischen Adelsgeschlecht derer von Wurmb. Er war Sohn des sächsischen Oberst Adolph von Wurmb und damaligen Adjutanten des Königs Friedrich August II. und dessen Ehefrau Liddy von Prenzel. Er hatte vier Geschwister.

### Militärkarriere
Georg trat 1849 in den Kadettenkorps der sächsischen Armee und am 1. April 1853 als Portepeefähnrich in das 1. Königlich Sächsische Jäger-Bataillon Nr. 12 ein und wurde noch im selben Jahre zum Leutnant befördert. 1859 wurde er als Oberleutnant und Adjutant in das 4. Infanterie-Bataillon versetzt und wurde 1863 Gouvernementsadjutant in Dresden. Er rückte als Adjutant der Depottruppen am Krieg gegen Preußen ein und wurde bei Wien zum Hauptmann und Kompaniechef der 2. Kompanie im 4. Infanterie-Bataillon ernannt. Nach Kriegsende kehrte er wieder zu seiner Funktion als Adjutant der Depottruppen zurück und wurde nach der Reorganisation der sächsischen Armee zum Platzmajor von Dresden ernannt. Nach Ausbruch des Krieges gegen Frankreich diente er als Kommandeur der Stabswache des XII. (I. Königlich Sächsisches) Armee-Korps, welche der persönlichen Sicherheit des sächsischen Königs Albert diente. Nach der Schlacht bei Gravelotte wurde von Wurmb zum Kommandeur des Hauptquartiers der Maasarmee ernannt. Er wurde 1873 nach Beförderung zum Major in das Infanterie-Regiment „König Ludwig III. von Bayern“ (3. Königlich Sächsisches) Nr. 102 und schon im folgenden Jahre als Kommandeur des I. Bataillons in das Grenadier-Regiment „Kaiser Wilhelm, König von Preußen“ (2. Königlich Sächsisches) Nr. 101 versetzt. In dieser Eigenschaft wurde er zum Oberstleutnant befördert und am 20. April 1882 unter Verleihung des Charakters des Oberst zur Disposition gestellt.
Im Ruhestand widmete er sich seiner von ihm ins Leben gerufenen Armeesammlung, welcher er schon 1862 das erste Mal der Öffentlichkeit zugänglich machen konnte. Die Sammlung wurde 1879 im Fahnensaal der Dresdner Grenadierkasernenwache untergebracht und erhielten durch König Albert Mittel zur Unterhaltung und Erweiterung. Die Sammlung wurde 1882 in das sächsische Hauptstaatsarchiv und Ende 1897 in das sächsische Kriegsarchiv verlegt. Er wurde für seine Verdienste als Vorstand dieser im Dezember 1897 mit dem Charakter eines Generalmajors ausgezeichnet. Er legte das Amt des Vorstands Anfang 1909 aufgrund körperlicher Leiden nieder und wurde noch mit dem Komturkreuz II. Klasse des sächsischen Verdienstorden ausgezeichnet; sein Nachfolger wurde der Oberst Moritz Schneider. Er war auch Träger des Eisernen Kreuzes, dem Komturkreuz des Albrechtsordens und anderer hoher Orden.

### Familie
Er war unverheiratet.